# Spathosternum
Spathosternum is een geslacht van rechtvleugeligen uit de familie veldsprinkhanen (Acrididae). De wetenschappelijke naam van dit geslacht is voor het eerst geldig gepubliceerd in 1877 door Krauss.

## Soorten
Het geslacht Spathosternum omvat de volgende soorten:
- Spathosternum abbreviatum Uvarov, 1929
- Spathosternum brevipenne Chopard, 1958
- Spathosternum curtum Uvarov, 1953
- Spathosternum malagassum Dirsh, 1962
- Spathosternum nigrotaeniatum Stål, 1876
- Spathosternum planoantennatum Ingrisch, 1986
- Spathosternum prasiniferum Walker, 1871
- Spathosternum pygmaeum Karsch, 1893
- Spathosternum venulosum Stål, 1878